# Campeonato Catarinense de Futebol Feminino de 2014
O Campeonato Catarinense de Futebol Feminino de 2014 foi a 8ª edição do principal torneio catarinense entre clubes na categoria feminina. A competição aconteceu nos dias 3 e 7 de dezembro.
A campeã foi a equipe do Kindermann que venceu a Chapecoense nas duas partidas, 3 a 0 em Chapecó e 5 a 1 na cidade de Rio das Antas.

## Equipes Participantes
| Equipe      | Município | Em 2013 | Estádio                  | Capacidade | Títulos (último) |
| ----------- | --------- | ------- | ------------------------ | ---------- | ---------------- |
| Chapecoense | Chapecó   | ---     | Arena Condá              | 22.830     | ---              |
| Kindermann  | Caçador   | 1º      | SER Avaí (Rio das Antas) | ---        | 5 (2013)         |

## Forma de disputa
A competição será disputada em uma única Fase. Ambas as equipes participantes iniciarão a disputa com 0 (zero) ponto ganho.

### Fase Única
As duas equipes jogariam entre si, em dois jogos de ida e volta. Seria considerada vencedora da disputa a equipe que, após o jogo de volta (segunda partida), obtiver o maior número de pontos ganhos. Se, ao final do jogo de volta (segunda partida), as equipes terminassem a disputa empatadas em número de pontos ganhos, seria considerada vencedora do grupo a equipe que obtivesse o maior saldo de gols. Caso permaneça o empate, seria considerada vencedora a equipe que obtivesse o maior número de gols marcados na casa do adversário. Por último, poderia haver a disputa de pênaltis, na forma estabelecida nas Regras do futebol, para se conhecer a equipe vencedora da disputa.

### Registro dos atletas
Teriam condição de jogo as atletas devidamente registradas na forma estabelecida no Regulamento Geral das Competições da Federação Catarinense de Futebol até um dia útil antes do início da competição.

### Premiações
A equipe que, ao final da competição fosse considerada a vencedora, seria atribuído o título de CAMPEÃ CATARINENSE DE FUTEBOL FEMININO DE 2014, à segunda colocada o título de VICE-CAMPEÃ, sendo que a campeã receberia um troféu, em caráter definitivo.
A equipe campeã da competição recebeu a vaga para representar o estado na Copa do Brasil de Futebol Feminino de 2015.

## Classificação
|  |                                                  |
|  | Campeão Catarinense de Futebol Feminino de 2014. |

## Jogos

### Primeiro jogo
| 3 de dezembro | Chapecoense | 0 – 3  | Kindermann                           | Arena Condá, Chapecó          |
| 18h00         |             | Súmula | 43' Djeni · 57' Cacau · 79' Barrinha | Árbitro: Vanderlei José Ebert |

### Segundo jogo
| 7 de dezembro | Kindermann                                             | 5 – 1  | Chapecoense | SER Avaí, Rio das Antas         |
| 16h30         | Dany Helena 5' · Raquel 8' · Gabi 38', 59' · Cacau 61' | Súmula | 85' Débora  | Árbitro: Evandro Carlos Zanatto |

## Campeão geral
| Campeonato Catarinense de Futebol Feminino de 2014 |
| -------------------------------------------------- |
| Kindermann 7º Título                               |

## Principais artilheiras
| Gols | Jogador     | Clube       |
| ---- | ----------- | ----------- |
| 2    | Gabi        | Kindermann  |
| 2    | Cacau       | Kindermann  |
| 1    | Débora      | Chapecoense |
| 1    | Barrinha    | Kindermann  |
| 1    | Dany Helena | Kindermann  |
| 1    | Djeni       | Kindermann  |
| 1    | Raquel      | Kindermann  |